# Sonic & Knuckles
Sonic & Knuckles – gra platformowa z serii Sonic the Hedgehog wydana na konsolę Sega Mega Drive w 1994 roku przez firmę Sega. Kilka lat później pojawiła się także wersja na komputery PC. W grze po raz pierwszy jako postać grywalna pojawia się Knuckles, czerwona kolczatka płci męskiej, która potrafi szybować.

## Kartridż
Gra posiada innowacyjny kartridż, który umożliwia wpinanie jednej gry w drugą, przez co powstaje trzecia gra będąca wynikiem połączenia dwóch poprzednich. Podpiąć można grę Sonic the Hedgehog 2 i Sonic the Hedgehog 3, w przypadku innych gier uruchamiała się ta sama gra, w której gracz sterując Soniciem zmieniał kolory kulek z niebieskich na czerwone. Zadaniem gracza było zamienienie wszystkich niebieskich kulek na czerwone. Połączenie Sonic & Knuckles z Sonic 3 tworzy jedną, dłuższą grę znaną jako Sonic 3 & Knuckles, gdzie przechodzi się obie gry jedną po drugiej, mając do wyboru trzy postacie (Sonic, Tails, Knuckles, a także możliwość grania Soniciem z pomocą sterowanego komputerowo Tailsa).

## Fabuła
Fabułę można oglądać z dwóch perspektyw – Sonica i Knucklesa.
Grając Soniciem próbujemy ponownie zniweczyć plany Doktora Eggmana, niszcząc Jajo Śmierci (ang. Death Egg). Początkowo walka z Eggmanem wydaje się bezsensowna, jednak od poziomu Lava Reef można zobaczyć Jajo Śmierci wbite w ziemię (dowód na to, że w Sonic 3 nie został on całkowicie zniszczony). W grze cały czas przeszkadza Knuckles, jednak nie ma z nim prawdziwej interakcji aż do Hidden Palace Zone. Tam Sonic i Knuckles walczą ze sobą, a w tym czasie Doktor Eggman kradnie skarb, którego Knuckles miał pilnować – Główny Szmaragd (Master Emerald). Knuckles, zdając sobie sprawę, że został oszukany, pomaga Sonicowi. Sam będąc wycieńczony walką, nie jest w stanie iść dalej. W Sky Sanctuary obaj widzą Jajo Śmierci wyłaniające się z gęstych chmur. Sonicowi udaje się dobiec na szczyt sanktuarium i po pokonaniu Mecha Socnica, doskoczyć do Death Egg. W końcu dochodzi do walki Sonica z najsilniejszym robotem Eggmana – Egg Emperor Mk II. Robot ten zasilany jest energią Głównego Szmaragdu. Po pokonaniu robota Sonic ściga Eggmana próbującego uciec z Głównym Szmaragdem. Jeśli gracz uzbierał podczas gry wszystkie 7 Szmaragdów Chaosu, ma szansę walki z prawdziwym finałowym bossem na poziomie Doomsday Zone. Walka odbywa się w kosmosie, gdzie Super Sonic ponownie ściga Eggmana uciekającego z Głównym Szmaragdem. Po pokonaniu go, Sonic spada na ziemię wraz ze skarbem. Przed upadkiem ratuje go Tails w swoim samolocie. Razem lecą oddać szmaragd prawowitemu właścicielowi (Knuckles). Jeśli gracz nie uzbierał szmaragdów, Sonic spada sam. Tails go ratuje i w tym wypadku, jednak po napisach końcowych widzimy Eggmana z Głównym Szmaragdem, co sugeruje, że gra nie została w pełni ukończona.
Fabuła Knucklesa ma miejsce po pokonaniu Eggmana przez Sonica. Można to wywnioskować po fakcie, że Eggman i Sonic nie występują podczas gry Knucklesem. Tutaj do czynienia mamy z robotem przypominającym Eggmana znanym jako EggRobo (podczas gry Soniciem występuje on w Sky Sanctuary jako zwykły wróg). Poziomy Knucklesa są nieco inne, generalnie trudniejsze. EggRobo zastępuje Eggmana w roli bossów, i jest od niego nieco trudniejszy. EggRobo usiłuje ukraść Master Emerald po porażce Eggmana. Gdy Knuckles dochodzi do Sky Sanctuary, zostaje schwytany przez EggRobo. Mecha Sonic usiłuje go zniszczyć, jednak Knucklesowi udaje się uciec, w efekcie czego Mecha Sonic niszczy EggRobo. Po porażce Mecha Sonic wskakuje na Główny Szmaragd, zmieniając się w Super Mecha Sonic. Po pokonaniu go Knuckles spada razem z Głównym Szmaragdem. Zostaje uratowany przez Sonica lecącego w samolocie Tailsa. Zakończenie jest niezależne od tego, czy gracz uzbierał Szmaragdy Chaosu, czy nie.